# Орден Светог Георгија
Орден Светог Георгија (рус. Орден Святого Георгия) је највише чисто војно одликовање Руске Федерације. Орден је првобитно установљен од стране царице Катарине Велике 1769. године, а обновљен је 1992. године.

## Историјат
Орден светог Георгија био је највиша војна награда у Руској империји. Увела га је 1769. године Катарина Велика (1729—1796). Додељиван је искључиво за личну храброст показану на бојном пољу. Орден је, као што пише у његовом уставу, додељиван "онима који нису само испунили дуг према земљи..., него су се још и истакли неким изузетно храбрим поступком... Тај орден мора стално да се носи". Орден светог Георгија се додељује у четири степена, с тим што је први степен највиши. Састоји се од крста, звезде и траке. Крст је темпларски, од белог емајла. У центру је медаљон са приказом светог Георгија. Сребрна звезда има четири крака и иницијале "СГ" у кружном пољу од црног емајла са уписаном девизом ордена "За службу и одважност". Трака је наранџаста са три црне уздужне пруге. То су руске "боје ратне славе", симболизују ватру и барут. Од 1845. године сва четири степена овог ордена давала су носиоцу право да постане наследни племић. Преко 10.000 људи је награђено различитим степенима. Орден је до 1807. додељиван само официрима, а 1807. се појавило специјално "одликовање" са крстом истог облика за обичне војнике који су показали велику храброст (мада он није обезбеђивао статус племића). Формално је у хирерархији руских признања Орден светог Георгија био нижи од Ордена светог Андреја, али за војна лица је то била најдража награда.
|                  |                   |                  |                 |
| Степени          |                   |                  |                 |
| Витез IV степена | Витез III степена | Витез II степена | Витез I степена |